# دهه ۱۲۸۰ (خورشیدی)
دهه ۱۲۸۰ صد و بیست و هشتمین دهه تقویم هجری خورشیدی است.

## رویدادها
- ۸ مهر - افتتاح مدرسه آلیانس کرمانشاه

## زادگان
- ۱۳ خرداد  ۱۲۸۱ - عبدالحسین هژیر، از نخست وزیران پهلوی دوم
- ۱ مهر ۱۲۸۱ - سید روح‌الله خمینی، بنیانگذار انقلاب ۱۳۵۷ ایران
- ۲۸ بهمن ۱۲۸۱ - صادق هدایت، نویسنده، مترجم و روشنفکر ایرانی
- ۳ اسفند ۱۲۸۱ - همدم السلطنه پهلوی، دختر بزرگ رضاشاه پهلوی